# Spyro 2: Ripto's Rage!
Spyro 2: Ripto's Rage! és un videojoc de plataformes per a la consola PlayStation. Va ser llançat a Amèrica del Nord sota aquest títol el 31 d'octubre de 1999, a Europa com Spyro 2: Gateway To Glimmer (Spyro 2: A la recerca dels talismans en català) el 5 de novembre de 1999, i al Japó el 16 de març de 2000 com Spyro X Sparx Tondemo Tours. Spyro 2 és el segon joc de la sèrie Spyro the Dragon, que va començar amb Spyro the Dragon en 1998. El protagonista de la sèrie, Spyro, recorre la terra d'Avalar en lloc dels mons del Drac, on es va establir el lliurament anterior. Un dinosaure bruixot conegut com a Ripto, ha envaït el món d'Avalar, i està causant estralls en els ciutadans amb la seva màgia. El jugador, com Spyro, ha de viatjar pel món d'Avalar i desfer el dany fet per Ripto. El joc va arribar a estar disponible per a la seva descàrrega en la PlayStation Store europea el 26 de juliol de 2007, fins i tot abans del seu predecessor. Menys d'una setmana després, va ser eliminat a causa que els nivells de Colós i Balneari ídols no es podien carregar. El 17 d'abril de 2008 va ser llançat en la PlayStation Store japonesa. El 7 de maig de 2009 una versió corregida del joc va ser llançada per la PlayStation Store americana. El 12 de desembre de 2012 el joc és rellançat per la PlayStation Store europea.

## Manera de Joc
El joc flueix d'una manera molt similar al Spyro original, amb poques variacions en el control i les habilitats principals de Spyro Spyro pot atacar als enemics amb el seu típic alè de drac o amb una envestida amb les seves banyes. Les diferents varietats d'enemics fa que calgui un d'aquests atacs específicament per derrotar-los. Els enemics blindats amb metall són immunes al foc de Spyro, i els enemics molt més grans que Spyro són immunes al seu atac de càrrega. Mitjançant l'ús de les seves ales Spyro pot planejar i pot ampliar la seva distància de planatge fins a un abast considerable, depenent de l'elevació amb la qual el jugador comenci a planejar. A diferència del joc anterior, Spyro podrà nadar sense ofegar-se en aigua neta i solament s'ofegarà si l'aigua està contaminada. Els nivells han estat dissenyats per prendre avantatge d'aquestes habilitats: existeixen grans llacunes que Spyro ha de travessar nadant per sota de la superfície o planejant des d'un punt elevat. Mentre el joc progressa, el jugador pot comprar noves habilitats per Spyro (el que és obligatori per arribar al final), tals com la capacitat de bussejar, pujar escales/grimpar parets i un cop de cap al sòl. A més de les noves habilitats de Spyro, molts nivells en el joc tenen estacions especials que donen temporalment a Spyro capacitats millorades que li permeten derrotar a alguns enemics, arribar a noves àrees, o completar certes missions. Les estacions de poder estan en principi moment inactives, però es tornen disponibles una vegada que el jugador ha derrotat a un nombre determinat d'enemics en el nivell. A diferència del primer joc els enemics ja no estan fets amb gemmes i les alliberen en morir, sinó que els seus esperits s'alliberen en derrotar-los i van cap a les estacions de poders. Tots els adversaris han de ser eliminats de nou si es deixa el nivell. Entre les estacions de poder ens trobem amb la de supervol, superflama, superenvestida, supersalt o superprotecció contra lava i aigua contaminada. Fins i tot existeix una estació que combina el supervol amb la superflama. A més, completant el 100% del joc se li dona a Spyro el poder de superflama de forma permanent.

## Personatges

### Originals
Personatges Originals:Els únics personatges que tornen del joc anterior són Spyro i el seu company Sparx:
- Spyro: el protagonista del joc, un petit drac de color morat que decideix prendre's unes vacances a la vora del món drac amb el seu amic Sparx uns pocs anys després de derrotar a Gnasty Gnorc. El portal que entra ho porta a la terra d'Avalar, perquè el professor, Elora i Caçador estan tractant de portar un drac a Avalar perquè s'enfronti al seu dictador Ripto i als seus tinents Crush i Gulp.

- Sparx: és el company libèl·lula de Spyro. Sparx funciona com el mesurador de salut dels jugadors, i assisteix al jugador sent un imant de les gemmes. Però no té un paper molt protagonista en aquesta història (reflectint-se en el fet que mai parla com ho fa en lliuraments posteriors). Si Sparx és de color groc, Spyro té la salut completa. Amb un cop rebut es torna blau. Amb un segon cop, verd. Al següent cop Sparx desapareixerà i Spyro morirà si rep un altre impacte. Per recuperar salut Sparx pot menjar papallones que s'alliberen en eliminar certes criatures inofensives segons el nivell (gripaus, ovelles, cucs...). Una papallona de color blau recuperarà tota la salut i atorgarà a Spyro una vida extra.

### Nous
Nous personatges en la sèrie: en Spyro 2 molts personatges que s'introdueixen ací faran aparicions recurrents en la saga: 
- Elora: és una faune d'Avalar que ajudarà a Spyro a acabar amb el mal que va portar Ripto a Avalar.

- Hunter o Caçador: és un Cheetah que ajudarà a Spyro al llarg de tot el joc. Té diversos esferes en diferents nivells i les hi donarà a Spyro si aquest l'ajuda, fa algun treball o si li guanyes en alguna competència. Caçador és un personatge que acompanyarà a Spyro recurrentment en els videojocs posteriors.

- Ricachón: és l'habitant més ric d'Avalar. Es dedica a enriquir-se i solament ajuda quan se li paga. En el joc Spyro desbloqueja habilitats si li paga certes sumes de diners; també es desbloquegen portals, ajudes i camins per un mòdic preu, ja que aquest els controla. Ricachón és amo dels 3 castells d'Avalar però Ripto ho expulsa de tots per la força. Ricachón és un altre personatge que reapareix en sagues posteriors de Spyro.

- El Professor: És un resident d'Avalar. El professor va activar el portal més gran que hi ha en aquest món i per error i va portar Ripto a Avalar. Després va portar amb un altre portal a Spyro per tractar de derrotar a Ripto. Apareix en diversos nivells necessitant l'ajuda de Spyro en missions paral·leles a les principals.

Els dracs del joc anterior s'han substituït per un elenc totalment nou de personatges, incloent els faunes, sàtirs, animals antropomorfs, robots i empresaris, entre d'altres.

### Vilans
Vilans: A diferència del joc anterior en aquest hi ha més d'un vilà a derrotar de forma obligatòria.
- Crush: és el primer cap a derrotar, és un dinosaure de color blau clar i porta un gran garrot.

- Gulp: és el segon cap del joc, és un dinosaure verd que camina en quatre potes Ripto ho usa com corcel i en la batalla final amb Ripto apareix una versió robòtica de Gulp. Posseeix dos canons en l'esquena.

- Ripto: és el vilà principal del joc. És un dinosaure mag de la grandària de Spyro que porta una capa habitada i un poderós ceptre. Té 3 etapes en la batalla final, usant el seu ceptre a peu, muntant un Gulp robòtic i la seva etapa final muntant un àguila androide sobre un mar de lava. Ripto fa més aparicions en la sèrie que qualsevol altre antagonista d'altres jocs, convertint-se en el vilà clau de la sèrie.

## Mons de connexió
El món d'Avalar està dividit en tres regnes: el bosc d'estiu, les planes tardorenques, i la tundra hivernal. Aquests mons de connexió tenen els portals que porten a tots els altres mons d'Avalar. En tots els regnes o mons de connexió hi ha un castell que, durant el curs de la història, és capturat per Ripto. Cada regne té un nombre diferent de mons d'aventura, un món o dos en pista de carreres i planatge, i una masmorra en la qual Ripto o els seus sequaços s'amaguen.

## Ambientació
La història comença al voltant d'un any després dels esdeveniments del primer joc. En el regne de la fantasia llunyana, d'Avalar, els residents locals Elora, Caçador, i el professor han estat treballant al seu portal més gran i últim. Durant una prova d'aquest, Caçador entra en la seva data de naixement (22.475) com a coordenades de destinació del portal, sense proposar-li-ho al professor. Això fa que s'activi el portal i un petit mag anomenat Ripto entri des del seu regne juntament amb dos grans monstres, Crush i Gulp. Els tres entren a Avalar i Ripto identifica que la terra no té drac. Ripto declara que va a "moure's al portal" i al comença a fer-ho, no obstant això, Elora és capaç de desactivar el portal donant instruccions a les fades per eliminar les esferes que alimenten el portal. Amb el que Ripto comença a aterrorizar a Avalar, Elora i el professor ideen el pla d'"enganxar" a un drac per un portal amb la finalitat de conduir a la derrota de Ripto i els seus sequaços.
Mentrestant als mons del drac, els artesans han estat suportant una intensa pluja per un temps. Spyro, declarant que necessita unes vacances, troba un portal al regne de les Platges del Drac. No obstant això, després de viatjar a través del portal, es troba aterrant en el regne d'Avalar a través d'un portal més petit, construït pel professor. Ripto entra en escena i destrueix el portal, i observa com el professor ha aconseguit portar un drac al món d'Avalar. Ripto és no obstant això, obligat a retirar-se quan accidentalment Gulp es menja el seu ceptre màgic. A Spyro se li demana ajuda per salvar el regne d'Avalar i derrotar a Ripto. El viatge porta Spyro a través de tres territoris principals d'Avalar els mundosportal són: El Bosc d'estiu, les Planes tardorenques, i la Tundra hivernal, tots els quals tenen un palau del que Ripto es fa càrrec després d'expulsar a Ricachón. Després de derrotar a Crush i Gulp i alliberar a tots els habitants dels territoris, la història porta a un enfrontament final entre Spyro i Ripto. La batalla dels dos en la masmorra de la Tundra tindrà moltes formes de màgia, i just quan sembla que la lluita està destinada a acabar en un punt mort, Ripto converteix la sorra en una piscina de lava i transforma un orbe daurat en un ocell cyborg gegant per escapar. Spyro usa un d'aquests orbes i li persegueix usant la seva combinació d'habilitats més poderosa. Després d'una intensa lluita aèria, Spyro destrueix l'ocell i envia a Ripto a una caiguda en la lava i a la seva "mort" aparent. Els habitants d'Avalar estan agraïts per l'ajuda de Spyro, i com recompensa, li mostren el portal a Costes del Drac. Si el jugador recull totes les gemmes i les esferes en el joc, tindrà accés a una petita habitació en aquest món que conté un portal de poder de superfoc, la qual cosa permet llançar boles de foc a Spyro en comptes del seu foc normal de forma permanent.

## Llista De Nivells
- Món Principal 1: El Bosc d'estiu
  - Lluentor
  - Balneari ídols
  - Colós
  - Hurricos
  - Platja assolellada
  - Torres aquari
  - Autopista de l'oceà
  - Masmorra de Crush
- Món Principal 2: Les Planes tardorenques
  - Erm Skelos
  - Glacial cristall
  - Port de brisa
  - Zephyr
  - Chamuscat
  - Colina fractur
  - Con de magma
  - Oasi frondós
  - Autopista metre
  - Autopista gelada
  - Masmorra de Gulp
- Món Principal 3: La Tundra hivernal
  - Pantà místic
  - Temple dels núvols
  - Granja robòtica
  - Metròpolis
  - Autopista del canó
  - Arena de Ripto

Món Extra: Platges del Drac (per desbloquejar les portes es necessiten 55 esferes i 8.000 gemmes per a la primera porta i 10.000 gemmes i 64 esferes per a la segona porta que conté la superflama).

## Demo Crash Team Racing
Més tard sortirien còpies de Spyro 2 que compten amb un demo de Crash Team Racing en el mateix CD-ROM, i pot ser visitada en la pantalla de títol si el jugador manté premut el botó L1 i R2 i a continuació prem el botó quadrat. Una demo del joc apareixerà, igual que en el propi joc Crash Team Racing es pot jugar una demo de Spyro 2 de la mateixa manera.

## Banda sonora
La música de Ripto's Rage! va ser composta per Stewart Copeland. La música de fons des del nivell de Bosc d'estiu s'ha utilitzat en la cançó "Free Spirit" d'ambient artista Goodall Medwyn de la seva mediació àlbum i visualitzacions (2001). Copeland també havia compost la música per als tres jocs de la sèrie original.

## Recepció
GameSpot li va donar al joc un 8.6/10, afirmant que "injecta una dosi d'ànim i varietat en un joc que ja era bastant divertit de jugar". IGN li va donar un 8.8/10, afirmant que és una diversió, i plataformes excel·lents.